# Karl Ludwig Diehl
Karl Ludwig Diehl, född 14 augusti 1896 i Halle, död 8 mars 1958 i Gut Berghof, Penzberg, Bayern, var en tysk skådespelare. Diehl medverkade under åren 1924-1957 i ungefär 65 filmer, varav flera var huvudroller.

## Filmografi, urval
- 1930 – Kärleksvalsen
- 1932 – Rasputins kärleksäventyr
- 1932 – Skottet i daggryningen
- 1936 – 14 lyckliga dagar
- 1939 – Ett hopplöst fall
- 1954 – Första valsen
- 1955 – Autostradaligan
- 1955 – Djävulens general
- 1955 – Sanningen om 20 juli